# یواس‌اس متاکامت (۱۸۶۳)
یواس‌اس متاکامت (۱۸۶۳) (به انگلیسی: USS Metacomet (1863)) یک کشتی بود که طول آن ۲۰۵ فوت (۶۲ متر) بود. این کشتی در سال ۱۸۶۳ ساخته شد.